# Merijärvi
Merijärvi [ˈmɛrijærvi] ist eine Gemeinde im Westen Finnlands. Sie liegt im Küstenhinterland der  Landschaft Nordösterbotten je rund 100 km entfernt zwischen den Städten Oulu und Kokkola. Merijärvi ist ausschließlich finnischsprachig.
Die Gemeinde besteht seit 1895 und umfasst neben dem Kirchdorf Merijärvi die Orte Pyhänkoski und Ylipää. Der größte Arbeitgeber ist die Gemeinde selbst, daneben gibt es einige wenige mittelständische Dienstleistungsbetriebe. Rund 30 % der Bevölkerung arbeiten in der Land- und Forstwirtschaft.

## Politik
Verwaltung

Die dominierende politische Kraft im ländlich geprägten Merijärvi ist die Zentrumspartei. Mit gut 80 Prozent der Stimmen erhielt sie bei der Kommunalwahl 2012 in Merijärvi 12 von 15 Abgeordneten im Gemeinderat. Die übrigen drei Sitze konnten die rechtspopulistischen „Wahren Finnen“ erringen. Die Nationale Sammlungspartei scheiterte mit einem Wahlergebnis von nur 0,7 % der Stimmen am Einzug in den Gemeinderat, während die dritte finnische Volkspartei, die Sozialdemokraten, gar nicht erst antraten.
Bei der Parlamentswahl 2007 hatte die Zentrumspartei 74,3 % der Stimmen errungen, zweitstärkste Kraft wurde damals mit 5,7 % die EU-kritische „Unabhängigkeitspartei“ (Itsenäisyyspuolue) noch vor den anderen etablierten Parteien.
| Partei         | Wahlergebnis 2012 | Sitze   |
| -------------- | ----------------- | ------- |
| Zentrumspartei | 80,3 % (−9,8)     | 12 (−2) |
| Wahre Finnen   | 19,0 % (+10,7)    | 3 (+2)  |
| Andere         | 0,7 % (−0,9)      | 0 (±0)  |